# منشأة هلال
قرية منشاة هلال هي إحدى القرى التابعة لمركز السنبلاوين في محافظة الدقهلية في جمهورية مصر العربية. حسب إحصاءات سنة 2006، بلغ إجمالي السكان في منشاة هلال 4368 نسمة، منهم 2289 رجل و2079 امرأة.